# Andrej Karlin

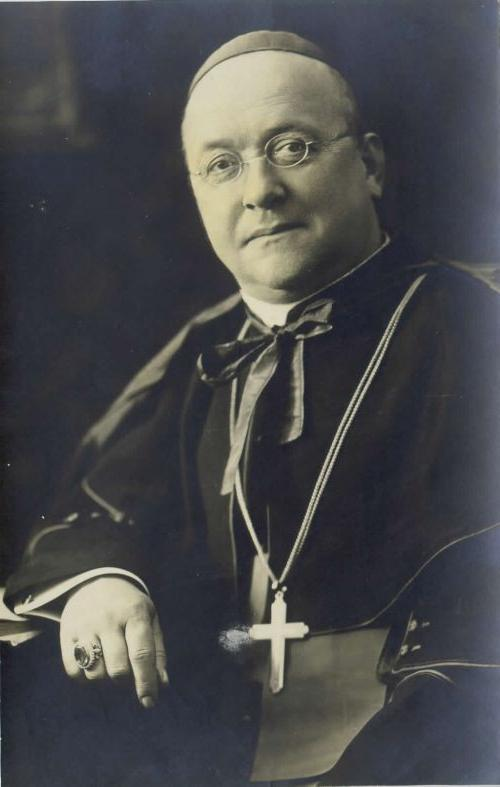
Andrej Karlin, Bischof von Triest und Lavant

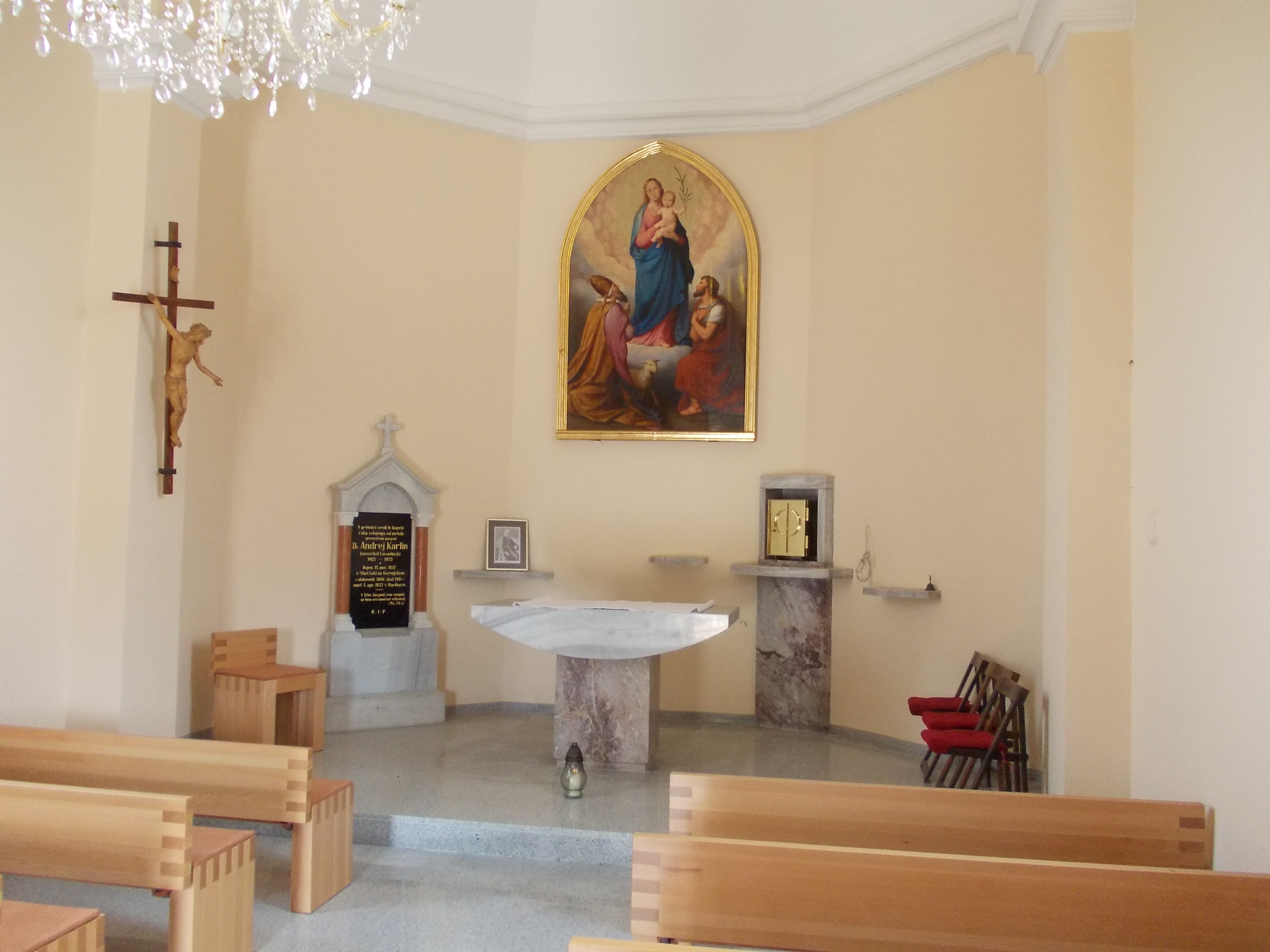
Grab von Andrej Karlin in der Friedhofskapelle Pobrežje

Andrej Karlin, auch Andrea Karlin (* 15. November 1857 in Stara Loka bei Škofja Loka; † 5. April 1933 in Maribor) war Bischof von Triest und Lavant.

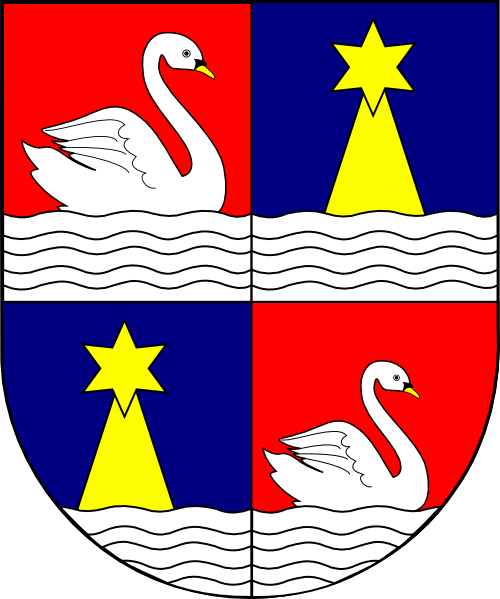
Wappenschild von Andrej Karlin

## Leben
Andrej Karlin wurde in Škofja Loka (Bischoflack) geboren. Am 27. Juli 1880 wurde er in Laibach zum Priester geweiht. Ab 1900 Domherr, war er seit 1905 Leiter des Knabenseminars Aloysianum in Laibach. Am 6. Februar 1911 wurde er zum Bischof der Diözese Triest-Koper ernannt und am 19. März von Erzbischof Franz Xaver Nagl geweiht. Er war bis 1918 Mitglied des Landtages von Istrien. Während seines Rom-Studiums lebte er im Priesterkolleg Santa Maria dell’ Anima und war Kaplan an der angeschlossenen Kirche.
Ab 1917 war Karlin zudem Mitglied des österreichischen Herrenhauses. Im Jahre 1918 kam es nach dem Zusammenbruch der österreichischen Monarchie zu einer territorialen Neuordnung der Diözese, da die Bistümer den Staatsgrenzen angepasst wurden. Der nunmehr jugoslawischen Teil um das slowenische Küstenland mit der Stadt Koper wurde an die Diözese Laibach angeschlossen, der italienische Anteil wurde in „Diözese Triest“ umbenannt.
Aufgrund des Widerstandes des italienischen Klerus gegen den slowenischen Bischof musste Karlin am 15. Dezember 1919 als Triester Bischof zurücktreten und erhielt zugleich das Titularbistum von Themiscyra.
Am 6. Juni 1923 wurde er zum Bischof von Lavant gewählt und regierte dieses Bistum, das damals schon seinen Sitz in Maribor hatte und aus dem sich das Bistum Maribor entwickeln sollte, 10 Jahre lang.
Er wurde auf dem Friedhof von Pobrežje, dem Zentralfriedhof von Maribor beigesetzt.